# 민주연합 (헝가리)
헝가리 민주연합(헝가리어: Demokratikus Koalíció, DK 데모크라티쿠스 콜리시오[*])은 헝가리의 사회자유주의 정당이다. 전 총리 주르차니 페렌츠가 2011년 헝가리 사회당을 탈당하고 창당한 정당으로, 중도좌파 성향을 띈다. 2019년 유럽의회 선거에서 16%를 득표해 2위를 하는 이변을 일으키기도 했다.